# Эсеме, Эммануэль
Эммануэль Алобведе Эсеме (фр. Emmanuel Alobwede Eseme; род. 17 августа 1993, Яунде) — камерунский легкоатлет. Участник Олимпийских игр 2020 и 2024 годов. Действующий рекордсмен Камеруна на дистанции 100 метров.

## Биография
Родился в Яунде. Учился в Национальной высшей школе общественных работ в Яунде. Работает инженером-экологом в строительной компании Бунс.
В детстве занимался футболом. Впервые попробовал себя в лёгкой атлетике во время универсиады в Баменде, где Эсеме завоевал бронзовую медаль. В 2017 году начал выступать в национальных и международных соревнованиях на дистанциях 100 и 200 метров. Его успехи заметил Патрик Кинанг, пригласивший атлета заниматься в Спортивном клубе Яунде. На студенческих играх в Маруа завоевал две золотых медали на дистанциях 100 и 200 метров.

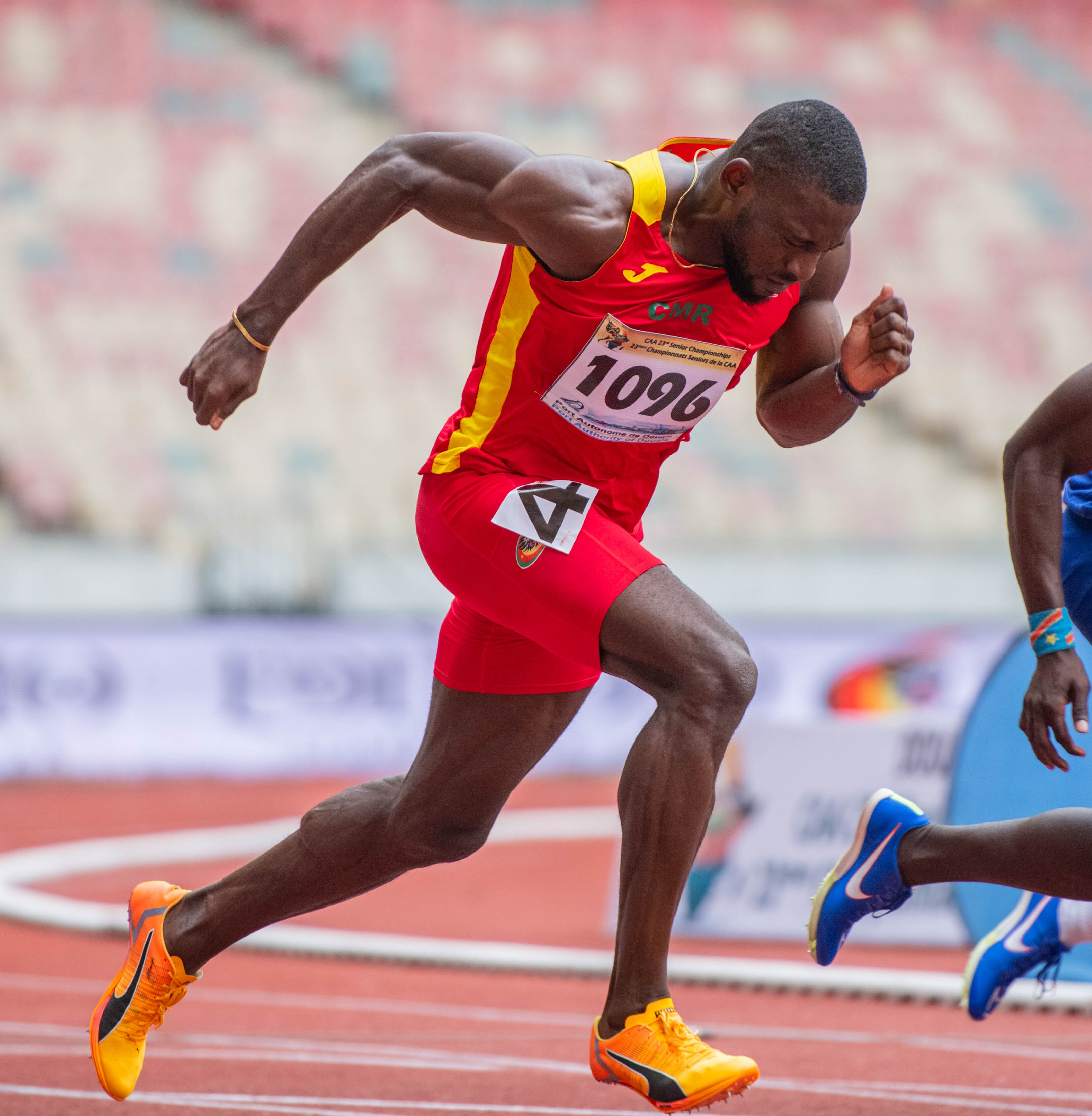
На чемпионате Африки 2024 года

В 2019 году он сумел отметиться победой на различных национальных турнирах, среди которых межклубные игры (май), Кубок Камеруна (июнь) и чемпионат Камеруна (август). На дистанции 200 метров в чемпионате Камеруна он пробежал за 20,31 секунду, повторив тем самым рекорд Джозефа Батангдона 20-летней давности и получил золотую медаль. Эта победа позволила ему выступить на чемпионате мира по лёгкой атлетике 2019 года в Катаре.
На международном уровне дебютировал на Гран-при конфедерации африканской легкой атлетики, который прошёл на стадионе «Джапома», где он показал второй результат на 100 метрах и завоевал золото на дистанции 200 метров.
Участвовал во Всемирных военных играх 2019 года в Ухане и Олимпийских играх 2020 в Токио (200 метров). Серебряный призёр чемпионата Африки 2022 года. 2 июля 2023 года в Ла-Шо-де-Фоне установил новый национальный рекорд в стометровке — 9,96 секунды.
В 2023 году поставил рекорд Камеруна в лёгкой атлетике, став третьим на Бриллиантовой лиге в Бельгии с результатом 9,98 секунд на 100 метрах. На Франкофонских играх в Киншасе Эммануэль Эсеме завоевал золото на 100 метрах (10,04 секунды). В этом же году бежал на чемпионате мира в Будапеште, однако в квалификации пришёл к финишу шестым, после чего упал на дорожку в результате чего покинул стадион на инвалидной коляске.
В марте 2024 года Эсеме вновь побил национальный рекорд на дистанции 60 метров в закрытых помещениях — 6,52 секунды, а затем выиграл золото на дистанции 100 метров на Африканских играх в Аккре.
Эммануэль Эсеме являлся знаменосцем Камеруна на церемонии открытия Олимпийских игр 2024 года в Париже. На 100-метровке камерунский атлет не смог выйти в финал, заняв 13 место в полуфинале.

## Результаты
| Год  | Турнир                      | Место     | Место   | Дистанция | Время |
| ---- | --------------------------- | --------- | ------- | --------- | ----- |
| 2022 | Чемпионат Африки            | Сен Пьер  | 5       | 100 м     | 10,06 |
| 2022 | Чемпионат Африки            | Сен Пьер  | 2       | 200 м     | 20,61 |
| 2022 | Игры Содружества            | Бирмингем | 7       | 100 м     | 10,24 |
| 2022 | Игры Содружества            | Бирмингем | 4       | 200 м     | 20,61 |
| 2022 | Игры исламской солидарности | Конья     | 1       | 200 м     | 20,16 |
| 2023 | Франкофонские игры          | Киншаса   | 1       | 100 м     | 10,04 |
| 2024 | Чемпионат мира в помещении  | Глазго    | 6       | 60 м      | 6,68  |
| 2024 | Африканские игры            | Аккра     | 1       | 100 м     | 10,14 |
| 2024 | Бриллиантовая лига IAAF     | Осло      | 3       | 100 м     | 10,01 |
| 2024 | Чемпионат Африки            | Дуала     | 2       | 100 м     | 10,15 |
| 2024 | Чемпионат Африки            | Дуала     | 3       | 200 м     | 20,66 |
| 2024 | Олимпийские игры            | Париж     | 13 (пф) | 100 м     | 10.00 |